# 新店 (臺南市)
新店，是臺灣臺南市新市區的一個傳統地域名稱，位於該區中部略偏南。相較於今日行政區，其範圍大致包括新和里不含東北端、社內里東部邊界地帶中南側一小段、新市里西南端及東南端、港墘里西南部邊界一小段。
本地區境內主要聚落為新店、社皮、番仔巷。

## 歷史
台灣日治初期，新店地區為一街庄，稱為「新店庄」（舊制街庄），隸屬於新化西里。該庄昔日西邊北段及北邊西段與橋頭庄為鄰，北邊東段與三舍庄為鄰，東北邊凹入部分所夾為新市街，東與港仔墘庄為鄰，南邊為番仔藔庄，西邊南至中段為社內庄。
1901年（日治明治三十四年）11月11日，全台廢縣廳改設二十廳，該庄隸屬於臺南廳。1904年（明治三十七年）3月31日，該庄編入「新市區」，隸屬於臺南廳。1909年（明治四十二年）10月25日，全台合併二十廳為十二廳，新市區仍隸屬於臺南廳。1920年（大正九年）10月1日，全台地方制度大改正，廢十二廳改設五州二廳，該庄改制為「新店」大字，隸屬於臺南州新化郡新市庄（新制街庄）。
戰後新市庄改制為新市鄉，隸屬於臺南縣，大字亦改制為村。1950年（民國39年）10月25日，雲、嘉、南分治，新市鄉仍隸屬於臺南縣。2010年（民國99年）12月25日，臺南縣、市合併為直轄臺南市，新市鄉改制為新市區，村亦改制為里。

## 聚落
本地區發展較早的聚落為新店、社皮、番仔巷，在日治初期的官方地圖上已有記載。

## 交通
台鐵縱貫線是台灣西部南北向鐵路幹線，經過本地區東部及西部邊界地帶，並在南部邊界地帶設有新市車站。該站屬三等站，停靠部分區間快車及全部區間車；由此可前往台鐵沿線各站。
省道台1線又稱「縱貫公路」，是臺北至楓港的傳統平面幹道，經過本地區南部邊界外緣，其中部分路段與省道台19甲線共線。由該道路北行可前往新市區新市市區東郊、善化區、官田區、六甲區等地，南行可前往永康區、東區/南區、仁德區、高雄市湖內區等地。
省道台19甲線是鹽水至赤崁的幹道，經過本地區新店、社皮等聚落，其在本地區南部邊界外緣的部分路段與省道台1線共線。由該道路北行可前往新市區新市市區、善化區、麻豆區、下營區等地；南行可前往新化區、關廟區、高雄市阿蓮區、岡山區等地。
區道南134線是南安至新市的道路，其東側端點（終點）位於本地區東部邊界外不遠處的省道台17甲線暨區道南135線終點路口，由此向西北經過本地區中北部。
區道南135線是看西至新市的道路，其東側端點（終點）位於本地區東部邊界外不遠處的省道台17甲線暨區道南134線終點路口，由此向西經過本地區中部偏北。